# レメディオス (キューバ)
レメディオス（スペイン語: San Juan de los Remedios）は、キューバの中央部ビジャ・クララ州に位置する。キューバ北海岸から4.8km内陸に位置する都市。また、かつてのラスビラ州で最古のスペイン人入植地である。

## 概要
レメディオスは、「パランダス」と呼ばれる伝統的祭りのゆかりの地として知られており、カリブ海で最大かつ伝統的な祭りである。

### 地名について
正式には、サンファン・デ・ロス・レメディオスとも呼ばれる。
元々は、サンタ・クルス・デ・ラ・サバナと呼ばれていた。他にも、
- サンタ・クルス・デ・バスコ・ポルカロ
- サンタ・クルス・デ・ラ・サバナ・デ・ルカヨ

最後に、1578年までは、サンファン・デ・ロス・レメディオス・デ・ラ・サバナ・デ・ルカヨだった。

## 地理
レメディオスは首都ハバナからバスで約4時間、州都のサンタ・クララから約50分の場所に位置している。

### 隣接する自治体
北にカイバリエン、南はカマフアニー・プラセータス、東はサンクティ・スピリトゥス州のヤグアハイと隣接している。

## 歴史

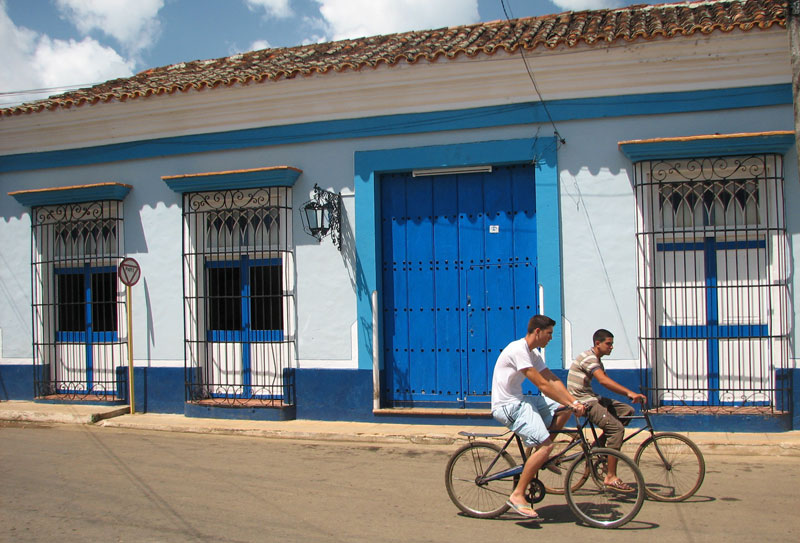
植民地時代の家

キューバでは8番目に古い歴史を持つ都市とされている。
- 諸説あるが、1513年 - 1524年の間にスペインの貴族バスコ・ポルカロ・デ・フィゲロアにより設立されたとされる。トリニダよりも以前に設立されたとも言われている。1550年にバスコがプエルトプリンシペで死去すると、町は王国からの憲章を取得しました。
- 16世紀 - 18世紀には、植民地に国王から提供された土地の許可により、安定した人口の定住が可能となった。

地域の経済は、農業と牛の畜産業に依存しており、これはスペインのフロリダ植民地への主要な牛肉供給の1つとなった。
- 1678年までに、レメディオスとサンクティ・スピリトゥス州との間の境界線が確立された。

畜産とともに、サトウキビ産業は奴隷労働のプランテーションに依存して発展した。
- 17世紀の終わりから18世紀の初めまでに、タバコ、コーヒー、カカオの商品作物としての栽培も行われていた。
- 1682年（1672年との説も）に、悪魔の勢力がこの地を占領したと主張し、ゴンザレス・デ・ラ・クルス神父が率いた入植者との間で大きな戦いが起こった。

スペインの王冠は、悪魔を避けるために、1684年1月29日付けの王立令を送り、和解を別の場所に移した。18の氏族が町を出て、1689年7月15日にサンタ・クララに街を建設した。
次第にこの街が、キューバ中心部の重要な都市として発展し、現在のビジャ・クララ州の州都となる。
17世紀のスペインの建築物が市の中心部に多く残っている。

## 対外関係

### 姉妹都市･提携都市
- アナーバー（アメリカ合衆国 ミシガン州）
- ラ・オロトヴァ, （スペイン王国 カナリア州[要出典]）
- ノーマル（アメリカ合衆国 イリノイ州）[1]

## 出身関連著名人
- アレハンドロ・ガルシア・カトゥーラ（作曲家・ヴァイオリン奏者）
- ダヤン・ビシエド（野球選手・中日ドラゴンズ）